# Nicu Vlad
Nicolae Vlad (conocido como Nicu Vlad; Piscu, 1 de noviembre de 1963) es un deportista rumano que compitió en halterofilia (en el año 1994 compitió bajo la bandera de Australia).
Participó en cuatro Juegos Olímpicos de Atlanta 1996, obteniendo en total tres medallas: oro en Los Ángeles 1984 (categoría de 90 kg), plata en Seúl 1988 (100 kg) y bronce en Atlanta 1996 (108 kg), y el cuarto lugar en Barcelona 1992.
Ganó siete medallas en el Campeonato Mundial de Halterofilia entre los años 1984 y 1994, y seis medallas en el Campeonato Europeo de Halterofilia entre los años 1985 y 1996.

## Palmarés internacional
| Representando a Rumania   |                              |                   |           |
| Juegos Olímpicos          |                              |                   |           |
| Año                       | Lugar                        | Medalla           | Categoría |
| 1984                      | Los Ángeles (Estados Unidos) | Medalla de oro    | 90 kg     |
| 1988                      | Seúl (Corea del Sur)         | Medalla de plata  | 100 kg    |
| 1996                      | Atlanta (Estados Unidos)     | Medalla de bronce | 108 kg    |
| Campeonato Mundial        |                              |                   |           |
| Año                       | Lugar                        | Medalla           | Categoría |
| 1984                      | Los Ángeles (Estados Unidos) | Medalla de oro    | 100 kg    |
| 1985                      | Södertälje (Suecia)          | Medalla de bronce | 100 kg    |
| 1986                      | Sofía (Bulgaria)             | Medalla de oro    | 100 kg    |
| 1987                      | Ostrava (Checoslovaquia)     | Medalla de plata  | 100 kg    |
| 1989                      | Atenas (Grecia)              | Medalla de plata  | 100 kg    |
| 1990                      | Budapest (Hungría)           | Medalla de oro    | 100 kg    |
| Campeonato Europeo        |                              |                   |           |
| Año                       | Lugar                        | Medalla           | Categoría |
| 1985                      | Katowice (Polonia)           | Medalla de oro    | 100 kg    |
| 1986                      | Karl-Marx-Stadt (RDA)        | Medalla de oro    | 100 kg    |
| 1987                      | Reims (Francia)              | Medalla de plata  | 100 kg    |
| 1989                      | Atenas (Grecia)              | Medalla de plata  | 100 kg    |
| 1990                      | Ålborg (Dinamarca)           | Medalla de plata  | 100 kg    |
| 1996                      | Stavanger (Polonia)          | Medalla de plata  | 108 kg    |
| Representando a Australia |                              |                   |           |
| Campeonato Mundial        |                              |                   |           |
| Año                       | Lugar                        | Medalla           | Categoría |
| 1994                      | Estambul (Turquía)           | Medalla de plata  | 108 kg    |